# Кранккор
Кранккор (також кранк панк, скримо-кранк і скранк) — музичний жанр, що характеризується поєднанням культурних і музичних елементів з кранку, скримо, попу, електронної та танцювальної музики. Жанр часто включає скрімінг, хіп-хоп-біти та тексти сексуально-провокативного характеру.

## Історія та особливості
Письменниця та музикантка Джессіка Гоппер стверджує, що витоки кранккору можна простежити з 2005 року, коли Panic! at the Disco змішали емо з електронікою. Хоча кранккор зазвичай характеризується скрімінгом, деякі виконавці його не використовують. Наприклад, співзасновник та генеральний директор Warped Tour Кевін Лайман називає гурт 3OH!3 «справжньою переломною точкою для скранку», він також сказав, що «хоча 3OH!3 не включає криваві крики багатьох скрутних дій, вони були першим актом з емоційним впливом, який відійшов від традиційних інструментів на користь заздалегідь запрограмованих бітів», зберігаючи при цьому багато стилістичних елементів емо. Millionaires, які не використовують скрім, також є кранккор-гуртом.
The Phoenix описав кранккор як «поєднання мінімалізму південного хіп-хопу, автотюнових наспівів, техно-зривів, гавкаючого вокалу і поезією в стилі „туси, поки не блюванеш“». Журнал Inland Empire Magazine описав цей жанр як «постхардкорні та хеві-металічні ліки з кранком».

## Культура і критика
The Boston Phoenix згадували критику стилю, кажучи, що «ідея про те, що купка дітей змішуватиме неймовірно спрощений скримо з кранк-бітами, незаконно присвоєними ґанґстеризмами та надзвичайною дратівливістю емо-моди, безсумнівно, спровокує сповнені ненависті діатриби». Емі Скіаретто з Noisecreep зазначила, що кранккор «часто зневажливо називають ню-металом цього покоління». Зокрема, був виділений гурт Brokencyde, а Джон Макдонелл з The Guardian негативно оцінив їхню музику. Засновник AbsolutePunk Джейсон Тейт сказав, що рівень негативної реакції на Brokencyde більший за будь-що, що він бачив за останні десять років. За словами Тейт, «вони настільки погані, і вони втілюють все те, чим не повинна бути музика (і люди)». Учасник Brokencyde Мікл визнав критику на свою адресу, але заявив: «Нам байдуже, що говорять люди… Усі ці критики намагаються нас принизити, і все ж ми продаємо багато копій наших альбомів, і це завдяки нашим відданим фанатам». Письменниця Джессіка Гоппер також розкритикувала гурт, але визнала його привабливість для підлітків, заявивши, що «brokenNCYDE просто повністю посилається на все, що може бути сучасною поп-культурою, або на те, що цікавить підлітків…. Ви начебто отримуєте все і відразу». 3OH!3 викликали подібні суперечки у 2015 році, випустивши сингл під назвою «My Dick».